# Diocesi di Farbeto
La diocesi di Farbeto (in latino Dioecesis Pharbaethitana) è una sede soppressa e sede titolare della Chiesa cattolica.

## Storia
Farbeto, identificabile con Horbeït nel delta del Nilo, è un'antica sede episcopale della provincia romana dell'Augustamnica Seconda nella diocesi civile d'Egitto. Faceva parte del patriarcato di Alessandria ed era suffraganea dell'arcidiocesi di Leontopoli.
Unico vescovo noto di questa sede è Arbizio, che prese parte al concilio di Nicea del 325.
Dal XIX secolo Farbeto è annoverata tra le sedi vescovili titolari della Chiesa cattolica; la sede è vacante dal 25 giugno 1986.

## Cronotassi

### Vescovi greci
- Arbizio † (menzionato nel 325)

### Vescovi titolari
- Stanislas-François Jarlin, C.M. † (28 dicembre 1899 - 26 gennaio 1933 deceduto)
- Giacinto Gaudenzio Stanchi, O.F.M. † (8 marzo 1933 - 7 febbraio 1939 deceduto)
- Smiljan Franjo Čekada † (6 giugno 1939 - 18 agosto 1940 nominato vescovo di Skopje)
- Georges-Louis-Camille Debray † (15 gennaio 1941 - 25 luglio 1942 succeduto vescovo di Meaux)
- Francisco Espino Porras † (27 febbraio 1943 - 25 giugno 1986 deceduto)